# Det stora oväsendet i Bohuslän

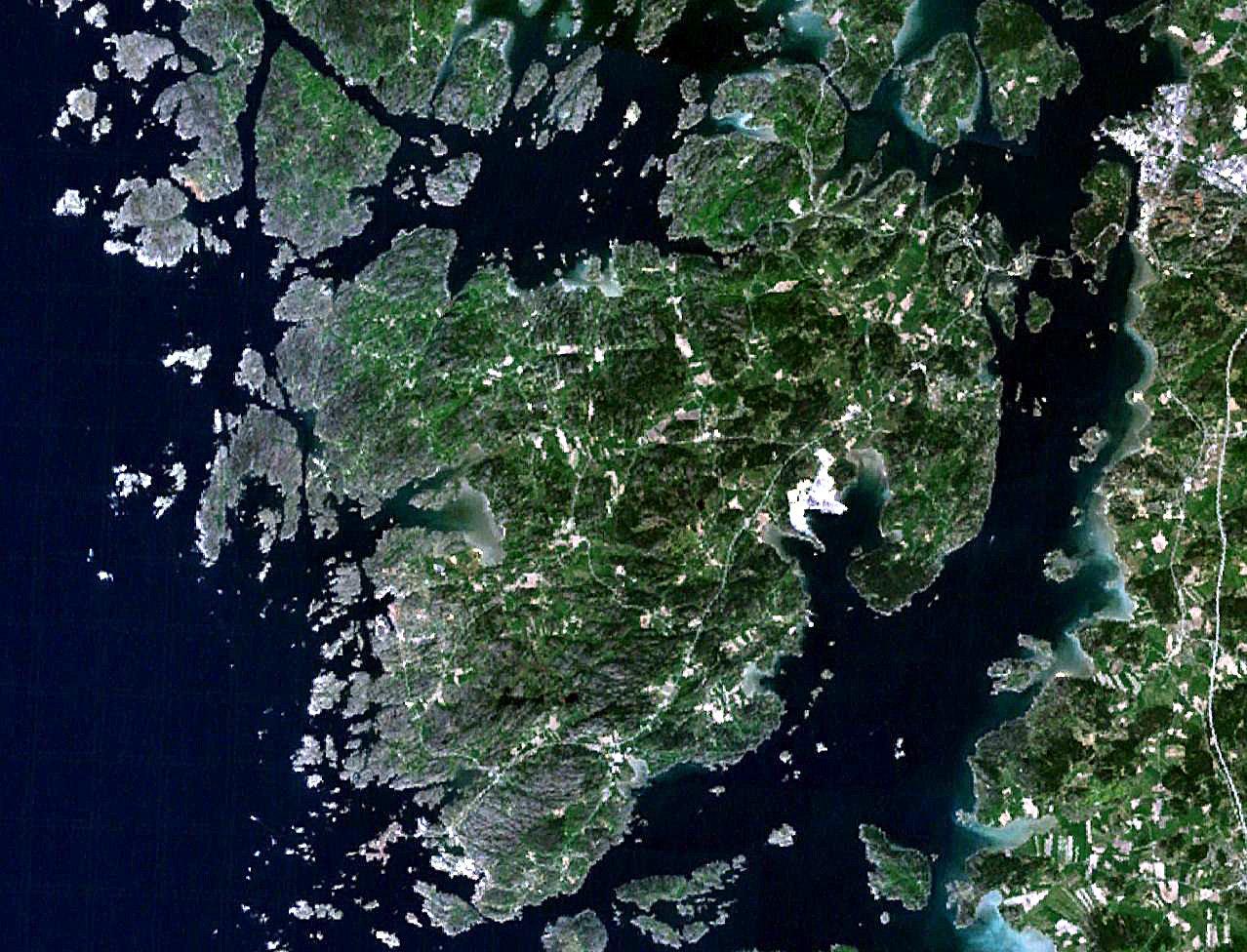
Tjörn

Häxprocesserna i Bohuslän under det stora oväsendet ägde rum mellan 1669 och 1672. De var samtida med de övriga häxprocesserna under Det stora oväsendet men följde ett annat mönster än resten av Sverige, både sett till hur och varför personer anklagades för trolldom och hur rättegångarna gick till. Bohuslän var danskt fram till 1658, och man följde fortfarande dansk trolldomslag fram till 1682.  

## Samhället under häxprocesserna

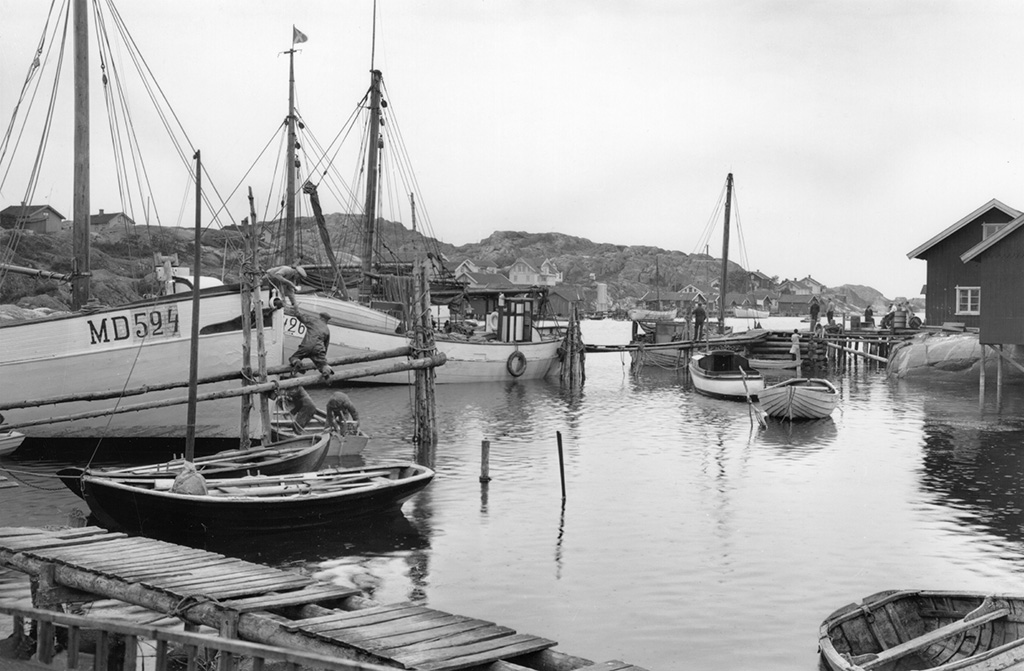
Rönnäng, södra Tjörn.

Göran Malmstedt som skrivit boken "Förmoderna föreställningar och bohuslänska trolldomsprocesser 1669–1672" påpekar att de stora häxprocesserna sammanföll med olika samhällsförändringar – ekonomiska, demografiska och religiösa. Det är en poäng som även Silvia Federici gör i sin bok "Caliban and the Witch", som kopplar samman häxprocesser med ekonomiska och politiska samhällsförändringar i övergången till kapitalistiskt produktionssätt.

### Sverige under 1600-talet
Sveriges befolkning ökade snabbt och man började under tidigt 1600-tal skriva folklängder i kyrkoböcker. Sverige införde en allt mer merkantilistisk politik och handelskapitalistisk ekonomi, och man började formera den moderna statsmakten. Det innebar att makt centraliserades vilket ifrågasattes av allmogen, och bondeupproren var många.
Från mitten av 1600-talet, under Karl XI:s regeringstid, fick Sverige den strängaste sexuallagstiftningen i Europa. All utomäktenskaplig sexualitet kriminaliserades, vilket stigmatiserade ogifta mödrar. Äktenskapet blev ny samhällsnorm.

### Bohuslän under 1600-talet
1600-talet var en orolig tid i Bohusläns historia, som var krigshärjat och präglat av geografiska konflikter. I och med freden i Roskilde 1658 blev Bohuslän svenskt. Vid övergången skedde en stark reglering av handeln, som nu koncentrerades till Göteborg. När Bohuslän blev svenskt gynnade det generellt stadsbefolkningen och missgynnade landsortsbefolkningen. Nu förbjöds all handel från små hamnar, vilket påverkade många bohuslänska bönder som använde vikar och hamnar för att segla till Danmark med råvaror och produkter. För invånarna på Tjörn och kringliggande öar innebar det svält, fattigdom och befolkningsminskning. Egendomslösa personer bosatte sig på stränder, så kallade strandsittare, och bidrog till jordägarens inkomster genom att betala arrende för platsen. 

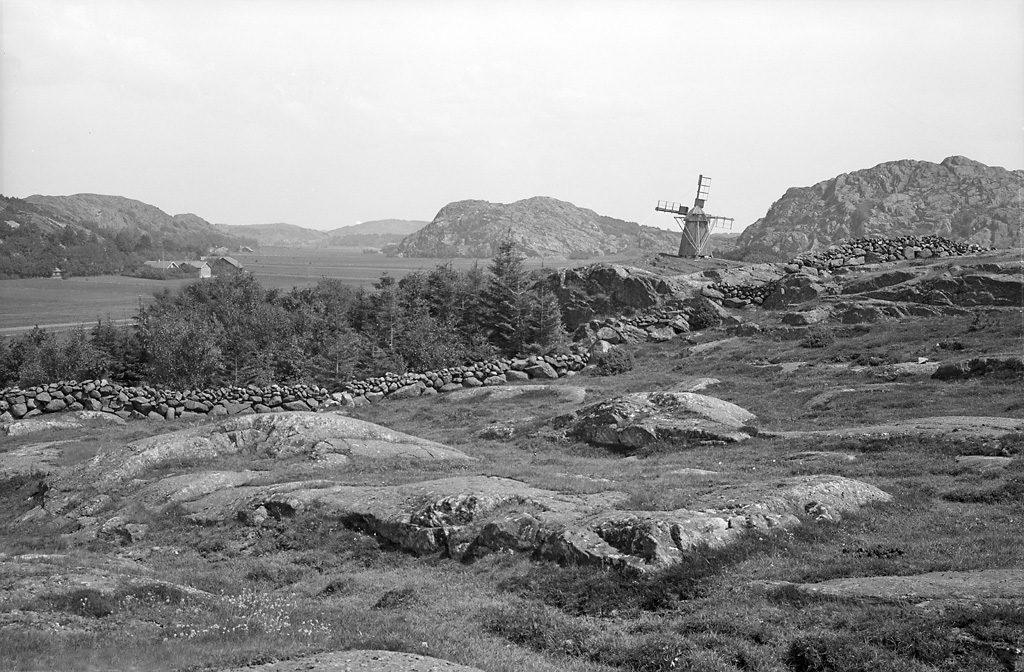
Tjörn.

1666 finns att läsa om allmogen på Tjörn, när man skrev en besvärsskrivelse (upplysande om missförhållanden) till riksdagen: 
"Desslijkes begiära och allmogen underdånigat, att när så hendher nogen uthfattigh bondde som sitter for gårdz: bruk, och förmedelst stoor armod och fattigdomb skuld, icke förmår tillfyllest at betahle dee extra ordinarie hielper, uthen medh noget theraf kunde resterra och jnnestå, att den eller dee, anten han är skatte- eller cronebonde måtte tillåttas at gifua sig an på häradtztingen och derom sin armod och fattigdomb taga tingzwittne, och sedan när samma tingzwittne af Gouverneuren ähr gillat oeh godt kiänt, den förarmade då dereffter uthi cronones rekninger måtte blifua till afkortningh förd, hluilcket också alltid uthi dee danskis tijdh, hafir warit brukeliget."
Sillfiskeriet har varit avgörande för Tjörns näringsliv. Sillen, runtom i Öresund, Skagerack och Kattegatt, var bland de mest värdefulla varorna i den hanseatiska handeln under den framväxande handelskapitalismen. En av de åtta stora sillperioderna var mellan åren 1660 och 1680, under samma period som de mest koncentrerade häxprocesserna pågick. Fiskenäringen med sina många skutor och sjömän bidrog till de sägner som uppkom på Tjörn. Det var berättelser som kretsade kring havet, sjöjungfrur, olyckor, oväder, djävulen, häxor och trolldom.
Under 1600-talet blandades folktro med gammalkyrklig kristendom på Tjörn. Ön präglades senare även av inomkyrkliga väckelserörelser som Pingströrelsen, Evangelistiska Fosterlandsstiftelsen (EFS) och i viss mån den stränga och dogmatiska schartauanismen. 1608 blev Moseböckerna  appendix till Sveriges rikes lag (Kristofers landslag), bibelversen "En trollkona ska du inte låta leva" (Andra Mosebok 22:18) var den enda lagtext som domstolen hade till grund under häxprocesserna.

## Häxprocessernas karaktär
Den första trolldomskommissionen på Tjörn sammanträdde 22 september 1669. Den leddes av häradshövdingen över Orust och Tjörn, Peter Drachman/Dragman/Drakman. Befallningsman Anders Larsson samt två länsmän och den lokala nämnden hjälpte till.
Trolldomsanklagelserna på Tjörn kretsade kring tre teman: förgöring, läkekonst och reproduktion. Förgöringen handlade främst om att hindra Tjörns huvudsakliga produktion (fiskenäringen). Personer anklagades som exempel för att ha förstört fisket, skutor eller tillgången på sill. De anklagades även för att ha använt magi och till exempel förvandlas till djur. I trolldomskommissioner går att läsa att Malin Ruths anklagades för att ha tagit formen av en svart katt, Malin på Härön en korp, Per Larsson en kråka, Börta Crämars en skata, Gertrud Corporals en kaja, Per Matsson en ärla. Slutligen anklagades de för att hindra reproduktionen, Anna i Holta anklagades för att ha gjort en man impotent.

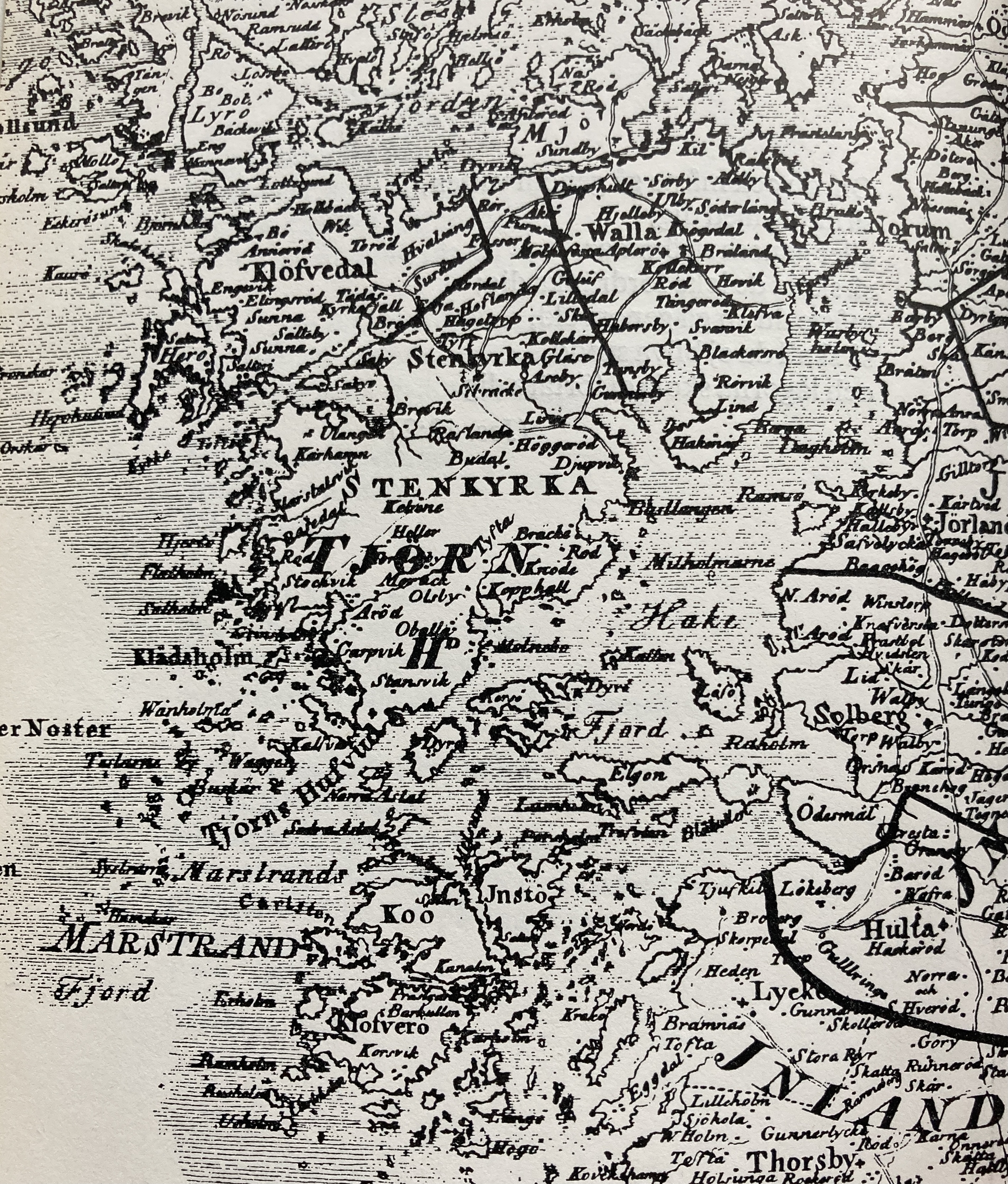
Karta över Tjörn, 1806.

Bohuslän tillhörde Danmark fram till 1658 och fram till 1682 efterföljdes dansk trolldomslag. Häxprocesserna på Tjörn innebar därför att rätten använde sig av vattenprov och svår tortyr. I ett vattenprov var det vanligt att den anklagades händer och fötter bands korsvis över bröstet, för att sedan kastas i havet. Om den anklagade flöt ansågs detta bero på djävulspakt, medan en oskyldig förväntades sjunka. Alla som genomgick vattenprov flöt. I Bohuslän anklagades minst 49 personer, minst 28 personer avrättades och ytterligare 9 kvinnor avled i fängelse under tortyr och förhör. Andra källor menar att runt 40 personer avrättades. I trolldomskommissioner och personregister till dessa går att läsa om alla inblandade.
Till skillnad från häxprocesser på andra platser i Sverige angav inte barn, så kallade visgossar, vuxna. På Tjörn angav vuxna varandra, ofta flera samtidigt. Majoriteten av de anklagade var kvinnor, ofta äldre änkor. Flera levde utanför tidens normer, till exempel levde ensamma som ogifta och självförsörjande. Åsa Bergenheim som skrivit boken "Den liderliga häxan" skriver om kvinnans status i 1600-talets Sverige. Centralt var ära och dygd, vilket var kopplat till könsnormer för kvinnor och män. Åsa Bergenheim skriver: "Ensamstående kvinnor kunde genom sin blotta existens falla offer för skvaller och beskyllningar som ifrågasatte deras dygd och ärbarhet. Besvärliga, sturska och dominanta kvinnor likaså."
Det var också kvinnor som hade kunskap om naturen, läkekonst och folkmedicin, vilket tolkades som trolldom och Satans påfund. Detta levnads- och kunskapsmönster bland anklagade kvinnor, och i vissa fall män, återfinns runtom i världen under häxprocesser.
Det finns många likheter mellan häxprocesserna på Tjörn och häxprocesserna i Malmö hundra år tidigare, både sett till den hanseatiska handeln med sill, tematiken kring de trolldomsanklagade och att båda platserna tillhörde Danmark före 1658. Även i Malmö anklagades kvinnor för att ha dragit sillen från land och förstört vinden, genom blåst eller stiltje, för skepp.

## Kända platser

### Avrättningsplats på Sötången

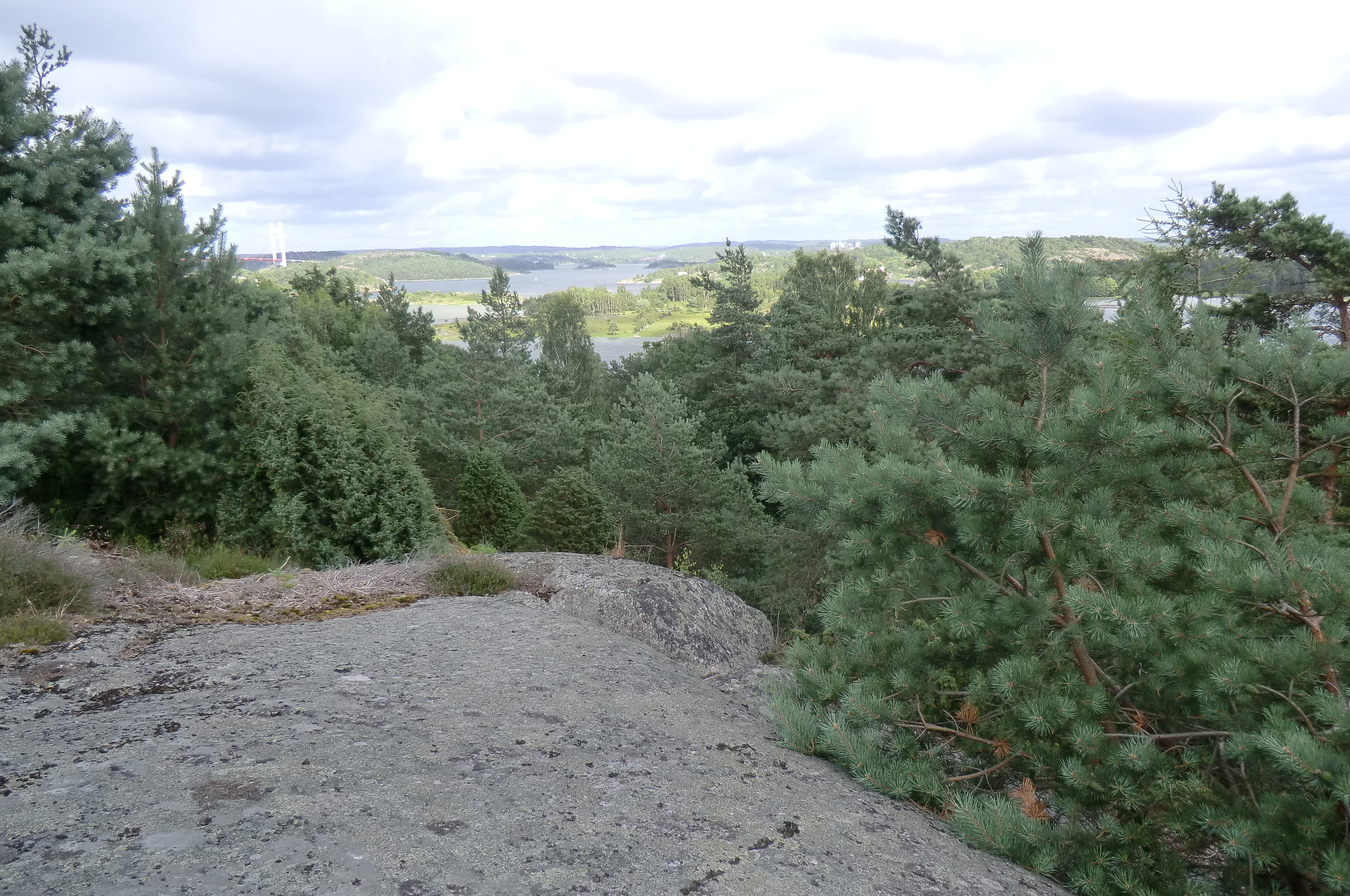
Bränneberget. Sötången i Myggenäs, Tjörn.

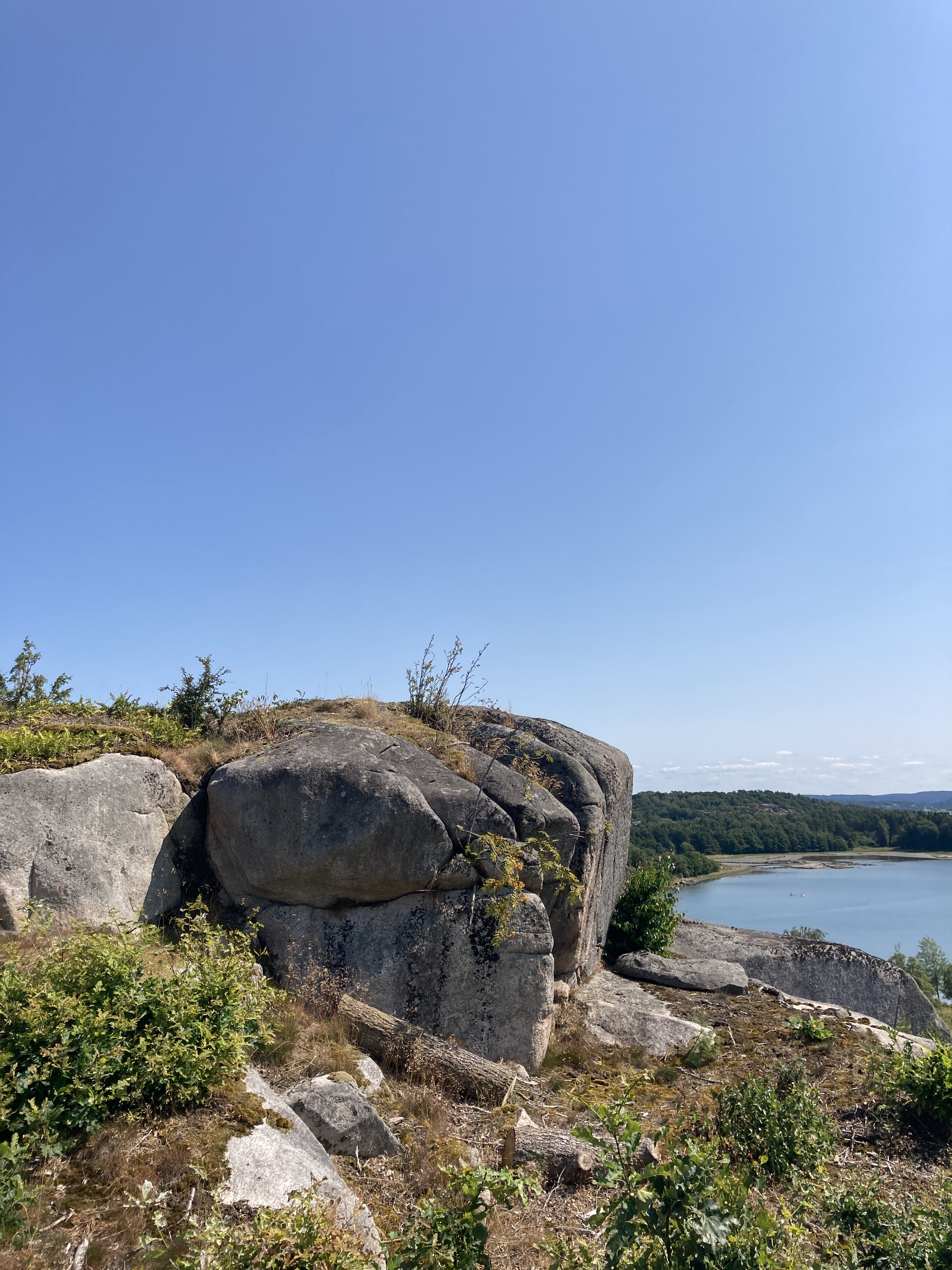
Bränneberget, Sötången, april 2021.

Sötången ligger i Myggenäs, och heter idag Sjötången. Berget var avrättningsplats för minst åtta personer, och kallades i folkmun för Bränneberget (Brännebärt på Tjörbu-dialekt). Berget ligger nära Brattvägen och Trollyckan (tidigare kallat Brännebergsbacken). Den förmodade platsen har koordinaterna 58°03'01.2"N 11°45'14.1”E, 58.050336, 11.753928. Platsen är inte uppmärkt och saknar minnessten.

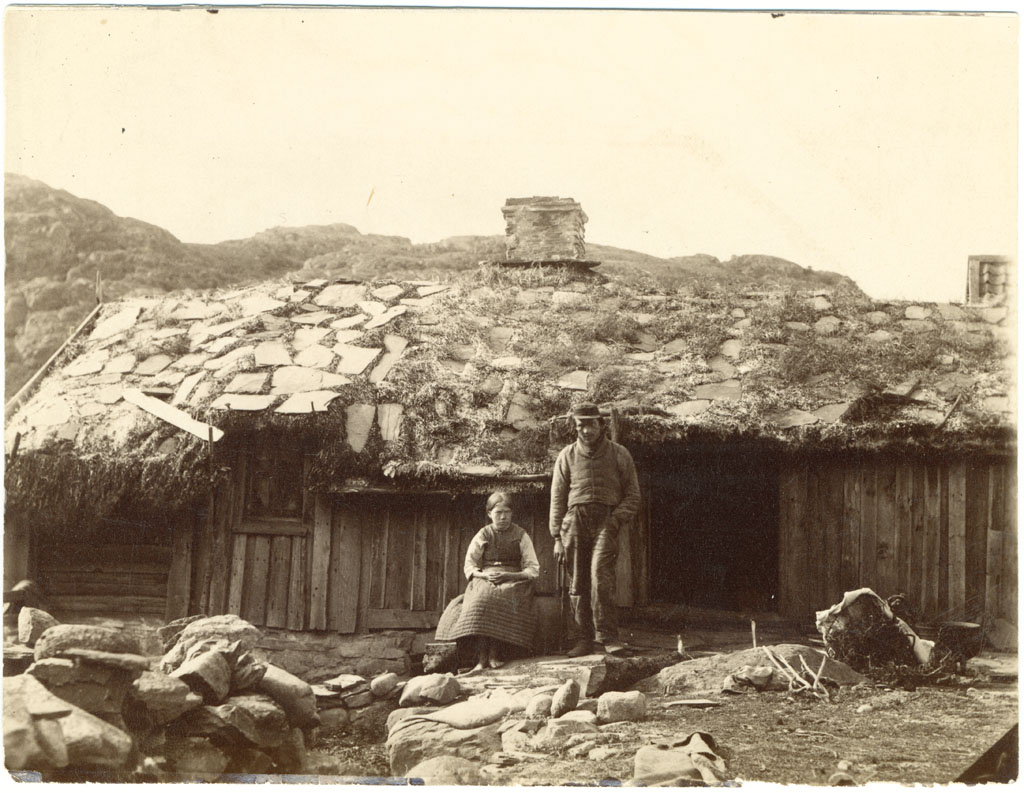
Blåkullen på Brattön, 1860.

### Brattön

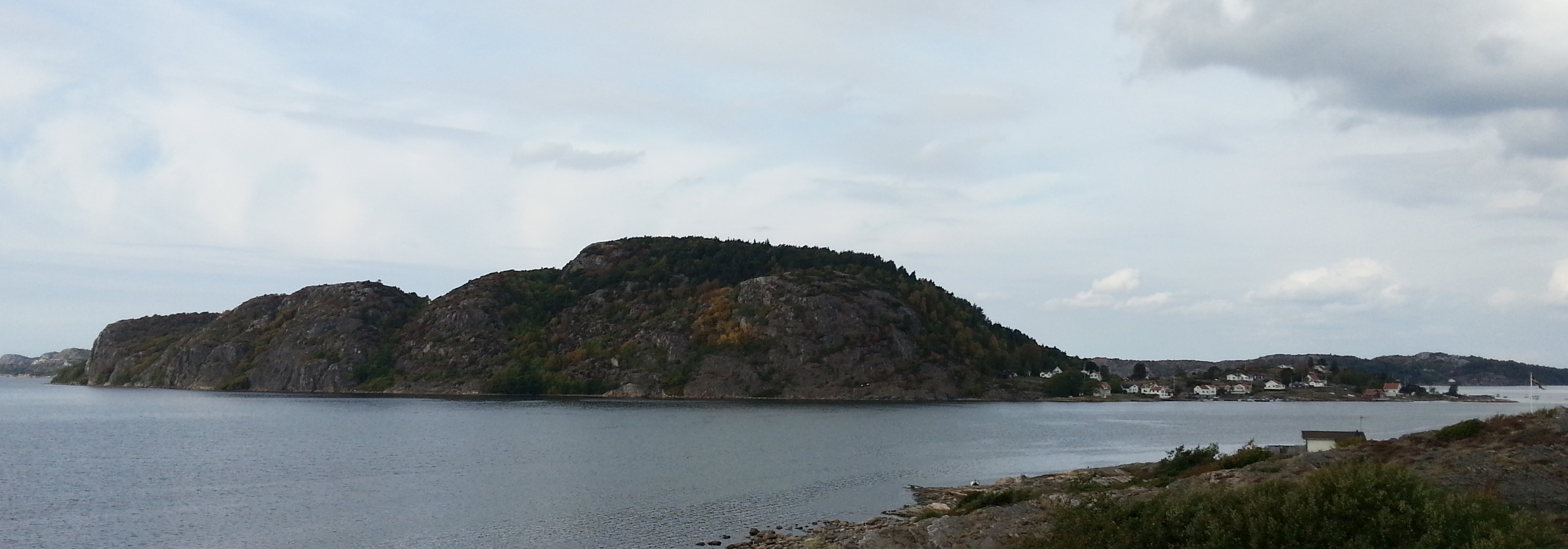
Brattön, utanför Tjörn.

Brattön är en ö i Hakefjorden utanför Tjörn, som är synlig från södra kusten. (Stora) Brattön ligger söder om Lövön och ska inte blandas ihop med Lilla Brattön. 
Högsta punkten på Brattön kallas Blåkullen. Brattön sträcker sig 131 meter över havet, och utpekades som Blåkulla under häxprocesserna. Hit åkte, enligt folktron, trollpackor och häxor för häxsabbat. Ett fyrtiotal personer erkände under häxprocesserna kring Tjörn och Bohuslän att de hade besökt Brattön. Brattön, Bratøen, nämns tidigt i olika skrifter som Blåkullen och Blåen, bland annat av reformationens förkämpe i Norden, biskop Jens Nilssøn 1574.

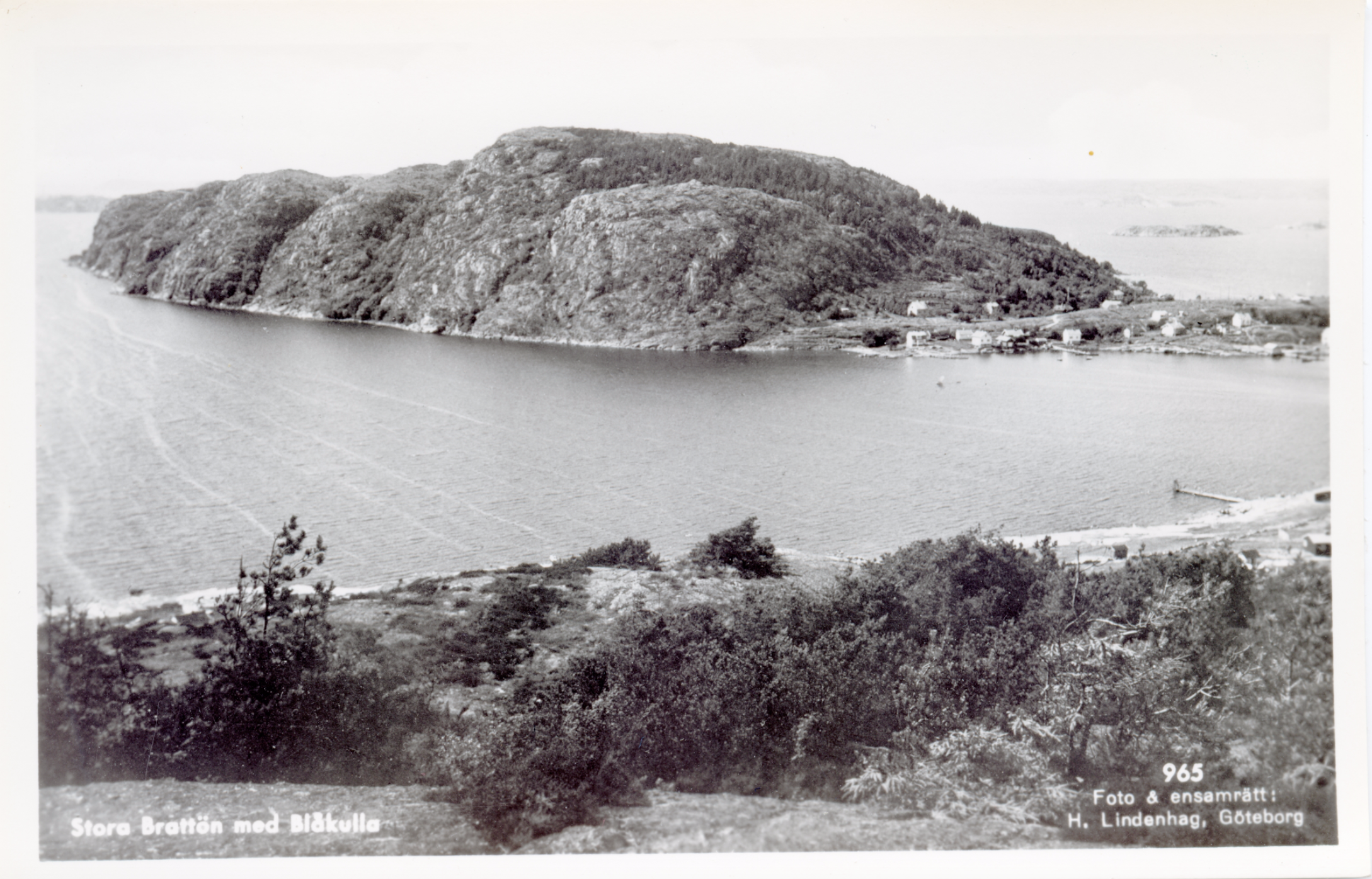
Stora Brattön med "Blåkulla".

Myterna om Brattön som ett Blåkulla dit häxor (kvinnor) åkte kring påsk var livliga långt in på 1900-talet. 

### Karlstens fästning på Marstrand

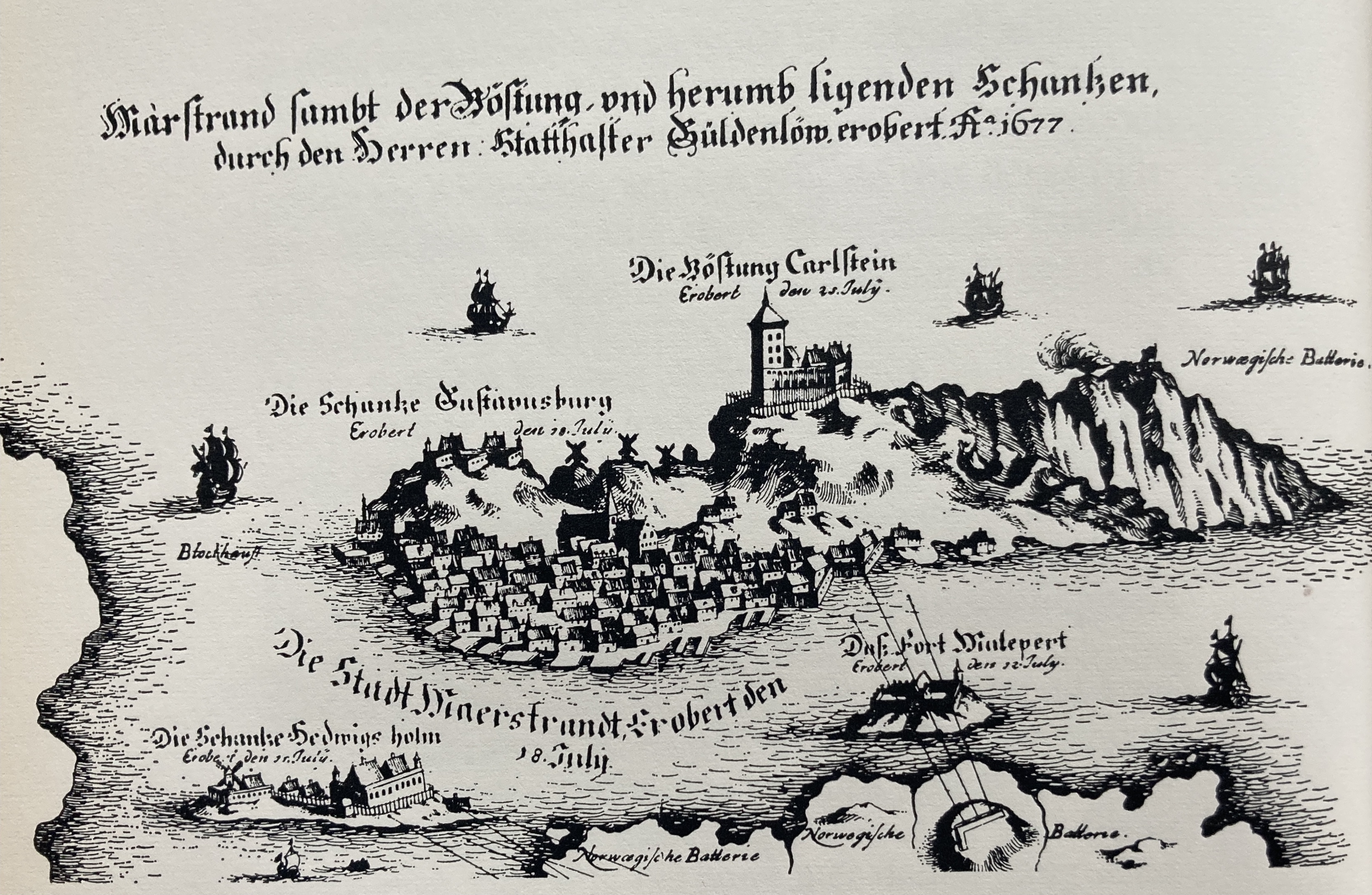
Marstrand och Karlstens fästning 1677.

Karlstens fästning på Marstrand byggdes 1658 i samband med att Bohuslän blivit svenskt. Fästningen är synlig från södra Tjörn och fungerade som försvarsfästning och fängelse. Här satt många av de som anklagats för trolldom, däribland Malin på Härön som avled under tortyr i fästningen 1669.

## Kända fall

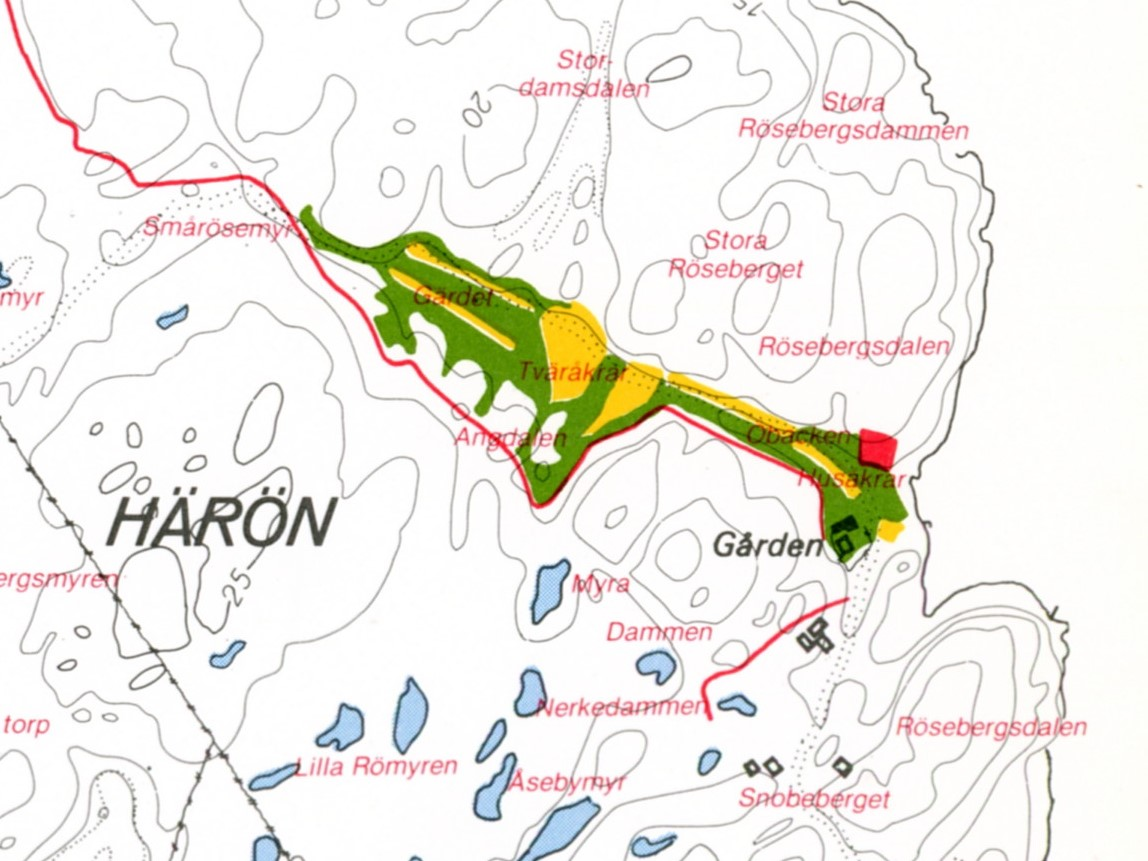
Karta över Härön, 1843. På bild syns gården där Malin tros ha bott.

Det skedde sammanlagt 29 avrättningar i Bohuslän mellan 1669 och 1672, samt en person som avled under pryglestraff (Karin Joens): sex personer avrättades i Kungälv den 25 och 27 april 1670; 2 i Kungälv den 22 juni (Elin och Ifver i Staxäng); åtta personer i norra Bohuslän den 17 januari 1672 på Vik i Skee; tre den 22 januari i Krokstad; åtta 27 januari 1672 på Sötången på Tjörn; en genom prygel (Karin Joens) i Uddevalla 31 januari 1672; och Helga i Halltorp i mars 1672.
Häxprocesserna i Bohuslän tillhör de som tidigt blev mest omskrivna, och många individuella fall kom att bli historiskt välkända namn. Exempel på åtalade under häxprocesserna i Bohuslän listas i bokstavsordning efter förnamn, då de flesta inte har egentliga efternamn: 

### Anna i Holta
Anna i Holta var den första person som åtalades för trolldom i Bohuslän under det stora oväsendet, och anklagelsen mot henne utvidgades till  en häxjakt först i Marstrand, sedan södra Bohuslän, och till slut hela Bohuslän. 
I juni 1669 anklagade Sören Murmästare henne för trolldom och för ha gjort honom impotent. 10 juni 1669 hölls möte i rådhuset, då hade fler skriftliga anklagelser inkommit. Signe Larsdotter anklagade Anna för att ha gjort hennes dotter sjuk. Bengdta Lars Spelemand anklagade Anna för att ha dödat hennes make. Kirstin Anders Mölners anklagade Anna för att dödat hennes make Anders Mölner. Malin i Lunden anklagade Anna för att ha utsatt hennes hus för olyckor. Anna genomgick svåra förhör och tre vattenprov 22 juni 1669, och angav då Ragnille Jens Swenses. Anna hängde sig i fängelset 4 juli 1669.

### Anna Persdotter
Anna Persdotter var dotter till Per Larsson, angavs av Börta Crämars.
Börta Crämars namngav Malin på Herrön, Per Larsson, Per Mattsson, Gertrud Corporals och Anna Persdotter för att ha varit de häxor som tillsammans tagit sig ombord på Tomas Anderssons fiskeskuta och fått den att förlisa i Västersjön.
Avrättades genom halshuggning och bålbränning den 27 april 1670.

### Börta Cornelius
Börta Cornuelius, död 27 januari 1672. Bodde på Kärringön. Hon angavs av Malin på Härön, och Elin och Iver i Staxäng. 
Avrättades genom halshuggning och bålbränning den 27 januari 1672 på Sötången tillsammans med sju andra.

### Börta Crämars
Börta Crämars, född ca 1589, död 1669. Bodde i Mollösund. Änkan Börta Crämars angavs 1669 av Malin på Härön. Börta erkände sig skyldig till häxeri och pekade ut fem medskyldiga. Börta Crämars avled i fängelset 2 december 1669.

### Börta Per Holländers
Född ca 1592, bodde på Kärringön. Börta Per Holländers anklagades för trolldom, genomgick vattenprov.

### Börta Pärs
Börta Pärs eller Börta Peders, död 27 januari 1672. Bodde i Mollösund. Genomgick vattenprov. Avrättades genom halshuggning och bålbränning den 27 januari 1672 på Sötången tillsammans med sju andra.

### Börta Sönnerborg
Börta Sönnerborg angavs av Malin i Viken. Hon var lam och sängliggande och fick bäras in till rätten i sin säng. Malin i Viken, Kari Sköttes och Börta Sunnerborg dömdes till döden vid samma tillfälle. Domarna bekräftades av trolldomskommissionen i november 1669; de dömdes alla att halshuggas och brännas, såvida inte någon av dem återtog sin bekännelse; i så fall skulle denna person brännas levande. 
Hon avled innan avrättningen hann äga rum i april 1670. 

### Gertrud Corporals
Gertrud Corporals, född ca 1609, död 1670. Gertrud Coroprals var en änka som bodde i Möllesund och som angavs 1669 av Börta Crämars. 
Börta Crämars namngav Malin på Herrön, Per Larsson, Per Mattsson, Gertrud Corporals och Anna Persdotter för att ha varit de häxor som tillsammans tagit sig ombord på Tomas Anderssons fiskeskuta och fått den att förlisa i Västersjön.
Genomgick vattenprov. Avrättades genom halshuggning och bålbränning den 27 april 1670.

### Catharina Bengdts
Catharina Bengdts angavs av Iver i Staxäng. Iver återtog alla sina utpekanden under sin avrättning, vilket sattes tvivelsmål över hans utpekanden. Det framkom också att Iver och Bengdts var fiender över en affärsfråga, då Bengdts krävde pengarna tillbaka för ett svin Iver hade köpt. Hon uppgavs också ha ett gott rykte. Kommissionen friförklarade henne för brist på bevis.

### Cidsel Tönnes
Cidsel Tönnes angavs av Kierstin Suensdotter. På grund av att Kierstin Suensdotter öppet sagt rätten att hon var kapabel att ljuga om vad som helst, ansågs hennes uppgifter om både sig själv och andra inte vara tillförlitliga. Hon uppgavs också ha haft ett gott rykte (det vill säga inte hade något tidigare rykte om att ha ägnat sig åt trolldom). Hon frikändes av brist på bevis. 

### Cidsell, Peder Lindz
Cidsell, Peder Lindz var en av de personer som angavs av Glanan. Hon var sedan länge beryktad för trolldom. Hon utsattes för vattenprovet och misslyckades, men vägrade erkänna. Hennes fall hänvisades till hovrätten.

### Gertrud i Kitteröd
Gertrud i Kitteröd var en av dem som åtalades som medbrottslingar i samband med processen mot Marit Anundsdotter 1672. 
Avrättningen ägde rum 17 januari 1672 på gården Vik i södra Skee.

### Greta Matzdotter
Eller Giertru Matzdotter. Glanan angav henne indirekt genom att påstå att Malin Ruths angett henne. Rätten påpekade dock att hon inte var känd för trolldom utan alltid haft ett gott rykte. Glanan återtog senare sitt uppgift, och Greta blev därför frikänd. 

### Gunnill Thoresdotter
Gunnill Thoresdotter var en av dem som åtalades som medbrottslingar i samband med processen mot Marit Anundsdotter 1672. 
Avrättningen ägde rum 17 januari 1672 på gården Vik i södra Skee.

### Helga i Pilanna

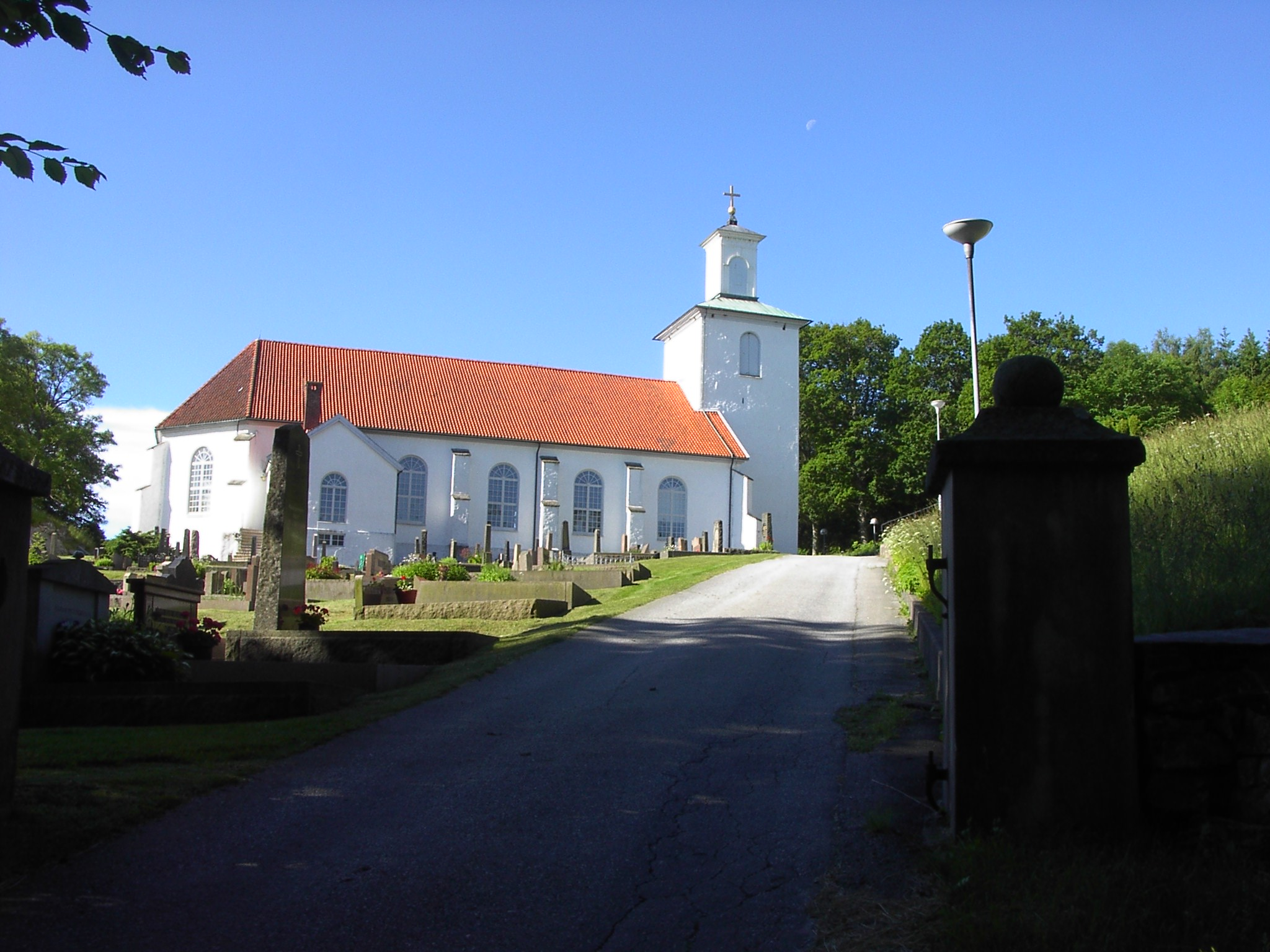
Stenkyrka kyrka, Tjörn.

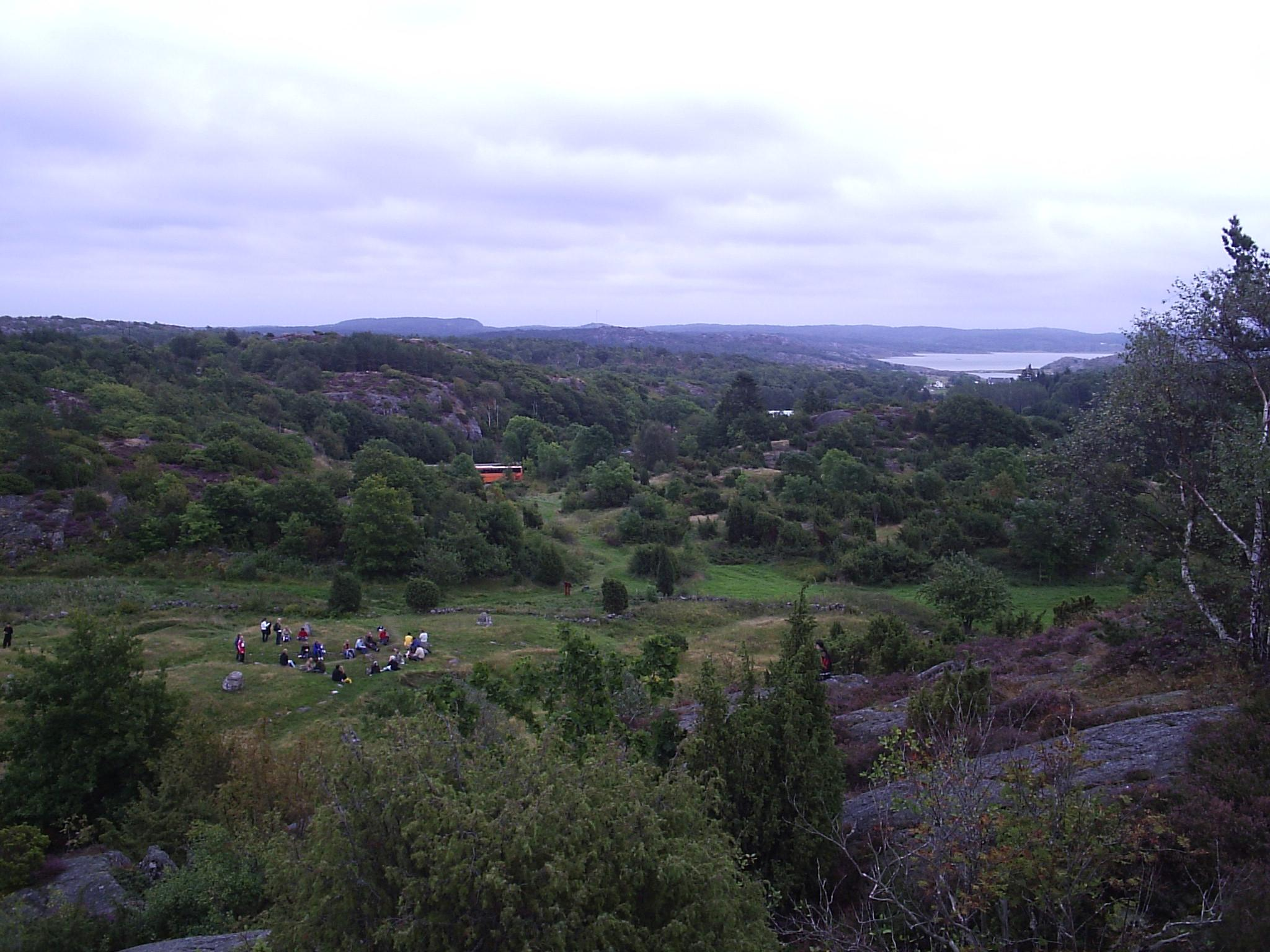
Pilane gravfält, Tjörn.

Helga i Pilanna, död 27 januari 1672. Helga i Pilanna (idag Pilane) var en svensk landbonde och fiskare som blev angiven för häxeri av Malin på Härön.
Helga tillhörde Klövedals socken, och hade efter sin makes död fortsatt ta hand om den gemensamma gården. Kvinnorna hade arvsrätt, och rätt att förvalta egendomen enligt lag om de var änkor. Hon var fiskare, även det en verksamhet hon tagit över från den bortgångne maken, och ansågs ha misstänkt god fiskelycka. Helga bar även byxor, vilket för tiden var mycket ovanligt för kvinnor, något som kom att anges som bevis för att hon var häxa under rättegången. Helga anklagades även för att ha tillhandahållit smärtstillande läkemedel till kvinnor vid förlossning, samt att ha haft ihjäl sitt eget barn. Helga i Pilanna erkände efter tortyr att hon ridit på en fölunge till Satan i Stenkyrka socken. Helga genomgick vattenprov, i trolldomskommissionen står att läsa "I lika måtto flöt ock Helga i Pilanna som en Gås". Helga i Pilanna avrättades genom halshuggning och bålbränning den 27 januari 1672 på Sötången tillsammans med sju andra.

### Ingebor Ambiörn Skomakare
Ingebor Ambiörn Skomakare blev 1671 av trolldomskommissionen remitterad till sin lokala rättsinstans för vidare åtgärder. 

### Ingebor, Kiell Arnessons
Ingeborg Kiäll Arnesson angavs av Glanan. Hon var dotter till den avlidna Glasboran, som varit känd som "en arg trollpacka", som påstod att hon lärt sig trolldom av sin mor. Hon misslyckades med vattenprovet, men avlade aldrig någon bekännelse. 
Rätten dömde henne till att bli tillsagd att hon skulle avrättas: om hon på avrättningsplatsen erkände sig skyldig, skulle hon avrättas, men hon om fortsatte att neka, skulle hon friges.

### Ingeborg i Bodilsröd
Ingeborg i Bodilsröd var en av dem som åtalades som medbrottslingar i samband med processen mot Kerstin i Lövrie 1672. Ingeborg i Bodilsröd och Märta i Hässlebräcka vägrade trots tortyr att erkänna: de skulle avrättas om de erkände på avrättningsplatsen och frikännas om de höll fast vid sitt nekande inför döden. Ingeborg i Bodilsröd och Märta i Hässlebräcka fortsatte att neka och blev därför inte avrättade: de satt i fängelse till november 1672, då hovrätten frigav dem och begränsade deras straff med uppenbar skrift och förmaning av prästerskapet. 

### Ingeborg Slakters
Ingeborg Slaktars anklagades för trolldom av Ragnill Jens Svenses  
Gertrud Corporal uppgav att Ingeborg var Satans svärmor och att Gertrud hade närvarat på Satans bröllop med Ingeborgs dotter Malin Andersdotter. 
Genomgick vattenprov 27 juni 1672. Ingeborg avled i häktet 1672 på grund av tortyr. Hennes dotter uppges ha rymt från fängelset.

### Ingrid Dinnes
Ingrid Dinnes angavs av Ingrid Jutes för att ha varit med i Blåkulla. Hon utsattes för vattenprovet och erkände att hon lärt sig trolldom av 
Glasboran och försvurit sig till Satan genom att låta henne suga blod ur hennes arm i skepnad av en svart katt och att han sedan gjort hennes öron döva i kyrkan. 
Hon dömdes till döden, men avled i fängelset före avrättningen.

### Ingrid i Sandåker
Ingrid i Sandåker var en av dem som åtalades som medbrottslingar i samband med processen mot Kerstin i Lövrie 1672. Hon dömdes den 19 september att halshuggas och brännas. Avrättningen uppges ha ägt rum 22 januari 1672 i Krokstad vid Galgeberget vid Restad.

### Ingrid Jon Håkanssons
Ingrid Jon Håkanssons angavs av Elin i Staxäng. Elin återtog dock sin angivelse och Ingrid hade ett gott rykte. Hon blev frikänd.

### Ingrid Jutes
Ingrid Jutes, även kallad Jydes och Juthes, död 27 januari 1672. 
Avrättades genom halshuggning och bålbränning den 27 januari 1672 på Sötången tillsammans med sju andra.

### Jöns i Vräland
Jöns i Vräland eller Jöns Gullbrandsson, ibland kallad Jöns i Vräland den äldre, var en förmögen storbonde på Vråland i Långelanda socken. Han befann sig i en långdragen fejd med fogden Anders Larsson, och det stora oväsendet började fängslades Jöns i juli 1669 på order från sin fiende Larsson. 
Per Mattsson i Mollösund uppgav 1669 att Jöns hade närvarat på ett möte i Blåkulla där han fungerat som trumslagare, och Gertrud Corporalis bekräftade hans vittnesmål. 
Han sattes i husarrest, men avled i arrest innan han kunde dömas.

### Karin Arfwedsdotter i Ellingseröd
Karin Arfwedsdotter i Ellingseröd blev 1671 av trolldomskommissionen remitterad till sin lokala rättsinstans för vidare åtgärder. 

### Karin Jons
Karin Jons angavs av Elin i Staxäng. Hon dömdes till att bli piskad och sedan förvisad, men avled efter bestraffningen.

### Karin Klockers
Karin Klockers anklagades för trolldom 1669. Var i tjugoårsåldern. 
Torterades svårt. Avled 1671, troligen under tortyr.

### Karin Skiöttis
Karin Skiöttis angavs av Malin i Viken. Hon var dotter till en kvinna som fler decennier tidigare hade blivit avrättad för häxeri i Kungälv. Hon avled i fängelset.

### Kerstin i Lövrie
Kerstin i Lövrie var bosatt i Krokstad. Hon anklagades för att ha förorsakat sjukdom med hjälp av trolldom under en ägotvist om sitt torp. Anklagelsen mot henne ledde till att häxjakten spred sig från de stora processerna i södra Bohuslän även den den mellersta och norra delen av Bohuslän i september 1671. Sedan hon hade anklagats, spred sig anklagelserna vidare i mellersta Bohuslän.  
Avrättad den 22 januari 1672 i Krokstad med två andra.

### Kjerstin Swen Sneckers
Kierstin Suensdotter, Kirstin Swensdotter eller Kjerstin Swen Sneckers, död 27 januari 1672. Kirstin var ogift, och dotter till Sven Snickers.
Anklagades för trolldom, genomgick vattenprov 27 juni 1672. 
Avrättades genom halshuggning och bålbränning den 27 januari 1672 på Sötången tillsammans med sju andra.

### Malin på Härön
Malin på Härön, död 1669. Malin på Härön anklagades för häxeri, då hon påstods genom oväder ha gjort att Thomas Anderssons (död 1671) fiskeskuta förliste utanför Möllesund. Malin omnämns i skattelängder, och tros ha bott på Härön 1660-1669. Hon var hustru till Madts, deras son hette Per Madtson. Malin angav många andra kvinnor då hon torterades under förhör, däribland Helga i Pilanna. Malins son Per Mathsson angavs av Börta Crämars och avrättades 1672. Malin avled 1669 på Marstrands fästning under förhör med tortyr. Malin har gett namn åt en kulle och en myr på Härön som kallas "Målsekolln" (Malins kulle) och "Mâlsemyra" (Malins myr). 

### Malin Ruths
Malin Ruths, född 1591, död 27 januari 1672. Malin Ruths blev utpekad som trollpacka av Ragnille Jens Swensis. Hon var tidigare gift med Niels Ruths. Hon anklagades för att ha "dragit sillen från land" med hjälp av magi genom att sätta ned "kopparhästar i vattnet", vilket var ett brott mot näringslivet. Hon anklagades även för utövande av läkekonst. Malin Ruths nekade genom hela rättsprocessen när hon genomgick vattenprov och därtill torterades mycket svårt. Om anklagelserna kring läkekonsten sa hon att hon ”haver gjort hundrade människor god och ingen ont”. Malin Ruths avrättades genom halshuggning och bålbränning den 27 januari 1672 på Sötången tillsammans med sju andra.

### Malin Börjesdotter
Malin Börjesdotter, även känd som Malin Nils Fredrikssons. Hon angavs av Giertru Corperals och Pär Larsson för hava varit med på Satans bröllop med Ingeborg Slaktars dotter Malin. Hon angavs även av Elin i Staxäng. Rätten uppgav att hon hade ett gott rykte, och att Giertru Corporals och Pehr Larsson återkallat sina angivelser liksom Elin i Staxäng, och hon blev därför frikänd. Hennes söner var ämbetsmän och försvarade henne inför myndigheterna.

### Margreta Tormods
Margreta Tormods angavs av Kierstin Suensdotter. På grund av att Kierstin Suensdotter öppet sagt rätten att hon var kapabel att ljuga om vad som helst, ansågs hennes uppgifter om både sig själv och andra inte vara tillförlitliga. Hon uppgavs också ha haft ett gott rykte (det vill säga inte hade något tidigare rykte om att ha ägnat sig åt trolldom). Hon frikändes av brist på bevis. 

### Malin Slakters
Malin Slakters, eller Malin Andersdotter, anklagades för trolldom av Ragnill Jens Svenses  
Gertrud Corporal uppgav att Ingeborg Slakters var Satans svärmor och att Gertrud hade närvarat på Satans bröllop med Ingeborgs dotter Malin.  Malin misslyckades med vattenprovet och anklagades för att ha försökt lyckas med provet genom att klamra sig fast vid bropålarna vid stranden. Hon lyckades rymma från fängelset under omständigheter som aldrig blev klarlagda och blev därför aldrig dömd.

### Marit i Sönna
Marit i Sönna blev 1671 av trolldomskommissionen remitterad till sin lokala rättsinstans för vidare åtgärder. 

### Malin i Viken
Malin i Viken angavs av Glanan. Hon påstods kunna få mjölkbyttor att dansa. Hon angav i sin tur ett flertal personer. Hon dömdes som skyldig till döden.

### Margareta Swen Snickers
Margareta Swen Snickers var syster till Anna i Holta. Hon angavs för trolldom av Ragnill Jens Svenses och Ingrid Dinnes. Hon nekade till anklagelserna. Hon angav i sin tur sin dotter Kjerstin Swen Sneckers.

### Margareta Tormods
Margareta Tormods angavs av Kirstin Swen Snickares. Denna återtog dock sin anklagelse, och flera vittnade till hennes fördel. Rätten avgjorde att anklagelsen gjorts av avund och frikände henne. 

### Marit Anundsdotter
Bosatt i Skee socken. Marit Anundsdotter anklagades av sin styvson för att ha gjort honom psykiskt sjuk med hjälp av trolldom. Anklagelsen mot henne ledde till att häxjakten utvidgades till den nordligaste delen av Bohuslän i september 1671. Sedan hon hade anklagats, spred sig anklagelserna vidare i nordligaste Bohuslän. 
Avrättad på Vik i södra Skee 17 januari 1672 med sju andra.

### Märta i Bråröd
Märta i Bråröd var en av dem som åtalades som medbrottslingar i samband med processen mot Kerstin i Lövrie 1672. Hon dömdes den 19 september att halshuggas och brännas. Avrättningen uppges ha ägt rum 22 januari 1672 i Krokstad vid Galgeberget vid Restad.

### Märta i Hässlebräcka
Hon var en av dem som åtalades som medbrottslingar i samband med processen mot Kerstin i Lövrie 1672. Ingeborg i Bodilsröd och Märta i Hässlebräcka vägrade trots tortyr att erkänna: de skulle avrättas om de erkände på avrättningsplatsen och frikännas om de höll fast vid sitt nekande inför döden. Ingeborg i Bodilsröd och Märta i Hässlebräcka fortsatte att neka och blev därför inte avrättade: de satt i fängelse till november 1672, då hovrätten frigav dem och begränsade deras straff med uppenbar skrift och förmaning av prästerskapet. 

### Per Larsson
Per Larsson i Mollösund, född ca 1610, var en fiskare i Mollösund som angavs av både Malin på Härön och Börta Crämars. Per Larsson anklagades för trolldom, då en kvinna förblev ogift efter att Per sagt att så skulle ske. Genomgick vattenprov. Avrättades genom halshuggning och bålbränning den 27 april 1670.

### Pär Madzen
Peder Mathsson i Mollösund eller Pär Madzen, död 27 januari 1672. Per Matsson bodde i Möllesund och angavs 1669 av Börta Crämars. Per var son till Malin på Härön. Per Matsson dömdes till döden av den tredje trolldomskommissionen 1671, och avrättades 1672. Han avrättades genom halshuggning och bålbränning den 27 januari 1672 på Sötången tillsammans med sju andra.

### Ragnille Jens Swenses
Ragnille Jens Swenses, ofta kallad Glanan, blev utpekad av Anna i Holta. Ragnille genomgick vattenprov 7 juli 1669 och angav då Malin Ruths, Ragnille Thomesens och Kirstin Swenses. Ragnille sa att Malin Ruths var mästaren, "Malin Ruthz haver varit en trolldiefuell så länge världen har stått." Senare angav hon även Ingeborg Slakters och hennes dotter Malin, Kiell Arneses kvinna, Margaret Swen Snickers, Malin i Wijken i Kongelf och Ingri Jydes, och tog tillbaka sin anklagelse om Kirstin Swenses och Ragnille Thomesens. Ragnille Jens Swenses hade smeknamnet "Glanan" och avrättades 1670.

### Rangelle från Lösbo
Ragnelle från Lösbo, död 27 januari 1672. Hon angavs av Malin på Herön.
Avrättades genom halshuggning och bålbränning den 27 januari 1672 på Sötången tillsammans med sju andra.

### Ragnille Thomesens
Ragnille Thomesens bodde på Marstrand och angavs av Ragnille Jens Swenses efter dennas vattenprov. Ragnille Jens Swenses tog dock tillbaka sin angivelse.

### Sidsela Mathzdotter i Kongelf
Sidsela Mathzdotter i Kongelf blev 1671 frikänd av kommissionen i brist på bevis. 

### Sidsella Pehr Ruthz
Sidsella Pehr Ruthz angavs av Glanan. Hon var personlig vän med Malin Ruthz, och var okänd för trolldom. Hon vägrade dock att erkänna. Rätten dömde henne till att bli tillsagd att hon skulle avrättas: om hon på avrättningsplatsen erkände sig skyldig, skulle hon avrättas, men hon om fortsatte att neka, skulle hon friges.  

### Sidsela Simmensdotter
Sidsela Simmensdotter angavs av Börta Sönnerborg. Börta Sönnerborg återtog dock sin anklagelse, och eftersom Sidsela hade gott rykte och vädjat till rätten medan hon grät, blev hon frikänd. 

### Sidsela Tönnes
Sidsela Tönnes angavs av Kirsti Swen Snickars. Kirsti Swen Snickars ansågs dock inte trovärdig av rätten eftersom hon flera gånger anklagade andra och sedan återtog sina uppgifter. Sidsela hade dessutom ett gott rykte. Hon blev därför frikänd.